# TOWN/恋は流星
『TOWN / 恋は流星』（タウン こいはりゅうせい）は、2016年10月1日に発売された吉田美奈子の12インチ・シングル。

## 解説
吉田美奈子本人の選曲によりレーベルを跨いだカップリングによるアナログ12インチ・シングル。実兄である吉田保による2016年新リマスタリング。バーニー・グランドマンによるカッティング。アメリカ“Rainbo Records”でのプレス。Sony Music Shop、タワーレコード、HMVのみの販路限定商品として完全生産限定盤にてリリースされた。
「TOWN」は1981年にアルファレコードからリリースされたアルバム『MONSTERS IN TOWN』収録曲。当時のライブ・メンバーを軸にレコーディングされた。アルバムと同日発売のシングル「BLACK EYE LADY」にカップリングで収録されたほか、1982年リリースの12インチ・シングルでは「MONSTER STOMP (Extended Version)」とのカップリングでリリースされた。「恋は流星 (Part1 & Part2)」はRCAからリリースのアルバム『TWILIGHT ZONE』収録曲。同日発売のシングルは、7分近いアルバム・ヴァージョンをA・B面にそれぞれ“Part I”“Part II”と分けて収録。アルバム未収録の別ヴァージョン、別アレンジとなっている。“Part I”ではアルバム・ヴァージョンのアレンジを踏襲しつつ後半部のホーンをカットし、イントロに流星のSEが追加されている。“Part II”はリズム・アレンジが大幅に変更され、アルバム・ヴァージョンの後半部に収録されたホーンのソロ廻しが強調されている。今回のアナログ12インチ・シングルではB面に続けて収録された。

## パッケージ、アートワーク
本作ではそれぞれのオリジナル・シングル・レコードのフロント・アート（12インチ・シングル「TOWN」のジャケット写真は鋤田正義撮影、7インチ・シングル「恋は流星 (PartI・II)」のカバーデザインとイラストレーションはペーター佐藤）も可能な範囲で再現されている。

## 収録曲
全曲作詞 · 作曲 / 吉田美奈子、ストリングス & ブラス・アレンジ / 山下達郎

### SIDE A
1. TOWN（1981年作品）  –  (6:16)

### SIDE B
1. 恋は流星 Part I（1977年作品）  –  (3:48)
2. 恋は流星 Part II（1977年作品）  –  (4:48)

## クレジット

### TOWN
- 吉田美奈子 ……… voices, prophet 5
- 土方隆行 ……… guitar
- 松木恒秀 ……… guitar
- 岡沢章 ……… bass
- 清水靖晃 ……… saxophones
- 富樫春生 ……… keyboards
- 渡嘉敷祐一 ……… drums

- プロデュース : 吉田美奈子
- ストリングス & ブラス・アレンジ : 山下達郎
- レコーディング, ミックスダウン : 吉田保
- コーディネイト : 生田朗
- A&R : 斎藤正光
- マネージメント : PIT INN MUSIC
- 写真 : 鋤田正義
- ヘア : アトリヱ・ナガヤマ
- 意匠 : 麗眼, 湾

### 恋は流星
- カバーデザイン & イラストレーション : ペーター佐藤

### スタッフ
| TOWN / 恋は流星 2016 Staff                                                                           |
| Music selection : 吉田美奈子                                                                         |
| |
| Re-mastering Engineer : 吉田保                                                                       |
| Cutting Engineer : バーニー・グランドマン (Bernie Grundman Mastering Hollywood)                      |
| Vinil Record pressing : Rainbo Records                                                               |
| |
| Producer : 滝瀬茂 (SMDR)                                                                             |
| Director : 蒔田聡 (SMDR)                                                                             |
| |
| Artwork Refinement : 林田親悟 (SMDR)                                                                 |
| Product Coordination : 鳥越久美子、星野真実、豊嶋亜紀 (SMC)、柴山貴寛、望月大 (Sony DADC Japan Inc.) |
| |
| Promotion Staff : 昼間徹史、鍵尾愛、山﨑直樹、鮎沢裕之、安川達也、阿部清香 (SMDR)                    |
| Sales Promoter : 尾崎史朗、都築侑、小島多聞、田中秋桜子 (SMM)、石井宏明 (SMDR)                       |
| Executive Producer : 華岡徹、加納糾 (SMDR)                                                           |
| |
| In Association with LA-LA-LOO Production inc.                                                        |

| Special Thanks : | - 小松正人 (Lawson HMV Entertainment, Inc.)、那須基作 (Tower Records Japan Inc.) - 四方善郎、行徳憲一、中崎あゆむ - 渡辺佳紀、小出智 (JADO) - 水野道訓、北川直樹、今野敏博 (SME)、藤吉博士 (SMA) |

## リリース履歴
| 地域 | タイトル                                | リリース日     | レーベル                                      | 規格               | カタログ番号        |
| ---- | --------------------------------------- | -------------- | --------------------------------------------- | ------------------ | ------------------- |
| 日本 | 恋は流星 (PartI・II)                    | 1977年3月25日  | RCA ⁄ RVC                                     | 7インチ・シングル  | RVS-514 (JPBO-0331) |
| 日本 | 恋は流星 (PartI・II)                    | 1995年12月10日 | RCA ⁄ BMG VICTOR ⁄ ViViD SOUND                | 7インチ・シングル  | VSEP-813            |
| 日本 | BLACK EYE LADY / TOWN                   | 1981年11月21日 | ALFA                                          | 7インチ・シングル  | ALR-747             |
| 日本 | TOWN / MONSTER STOMP (extended version) | 1982年4月15日  | ALFA                                          | 12インチ・シングル | ALR-12001           |
| 日本 | TOWN / 恋は流星                         | 2016年10月1日  | GREAT TRACKS ⁄ Sony Music Direct (JAPAN) Inc. | 12インチ・シングル | MHJ7-4              |